# Henri Brun (sculpteur)
Pour les articles homonymes, voir Brun et Henri Brun.
Henri Brun, né le 1er janvier 1816 à Saint-Jean-le-Vieux (Ain) et mort le 22 janvier 1887 à Paris, est un sculpteur français.

## Biographie
Henri Brun est né dans le hameau de Varey, commune de Saint-Jean-le-Vieux, le 1er janvier 1816. Il entre le 9 octobre 1839 aux Beaux-Arts de Paris où il est élève de David d'Angers et de François Rude. Il expose au Salon de 1853 à 1881. Il meurt le 22 janvier 1887 dans le 15e arrondissement de Paris, et, est inhumé au cimetière parisien de Bagneux (22e division).

## Œuvres
- Narcisse. Statuette en plâtre. Salon de 1853 (no 1247).
- Julia Pia. Statuette en bronze. Salon de 1857 (no 2758).
- La Nymphe Égérie. Statue en plâtre. Salon de 1859 (no 3100).
- Narcisse. Plâtre. Salon de 1861 (no 3193).
- Psyché. Statue en plâtre. Salon de 1868 (no 3442).
- F.-A. Veyne, médecin. Médaillon en granit. Diam. 40 cm. Signé. Paris, cimetière du Montparnasse. Le modèle en plâtre a figuré au Salon de 1876 (no 3109).
- Edgar Quinet. Buste en plâtre. Projet à moitié d'exécution. Salon de 1879 (no 4829).
- Louis Perrin, typographe lyonnais. Médaillon en plâtre. Salon de 1881 (no 3662).